# کاتاژنگن
کاتاژنگن (به لهستانی:  Katarzynin) یک روستا در لهستان است که در گمینا کوشچیان واقع شده‌است.
 کاتاژنگن  ۲۴۵ نفر جمعیت دارد.